# Thomas Hallberg
Thomas Hallberg är en svensk före detta fotbollsspelare (mittfältare/anfallare) som representerade Gais åren 1991–1994.
Hallberg fostrades i Floda BoIF och kom till Gais från division III-klubben Lerums IS 1991. Säsongen 1993 blev han intern skyttekung i Gais med 14 mål, och belönades samma år också med Hedersmakrillen. Till säsongen 1995 gick han till Jonsereds IF. Han varvade ner i Utsiktens BK 1998–2000, och var med om att spela upp klubben både till division V och division IV. För Utsikten spelade han totalt 37 matcher och gjorde 29 mål.